# ویتور باپتیستا
ویتور باپتیستا (انگلیسی: Vítor Baptista; ۱۸ اکتبر ۱۹۴۸ – ۱ ژانویهٔ ۱۹۹۹) بازیکن فوتبال اهل پرتغال بود.
از باشگاه‌هایی که در آن بازی کرده‌است می‌توان به باشگاه فوتبال بوآویشتا، باشگاه فوتبال سن‌خوزه ارث‌کوئیکز، باشگاه فوتبال بنفیکا، باشگاه فوتبال آمورا، و باشگاه فوتبال ویتوریا ستوبال اشاره کرد.
وی همچنین در تیم ملی فوتبال پرتغال بازی کرده‌است.